# Percy (Illinois)
Percy é uma vila localizada no estado americano de Illinois, no Condado de Randolph.

## Demografia
Segundo o censo americano de 2000, a sua população era de 942 habitantes.
Em 2006, foi estimada uma população de 933, um decréscimo de 9 (-1.0%).

## Geografia
De acordo com o United States Census Bureau tem uma área de
2,3 km², dos quais 2,3 km² cobertos por terra e 0,0 km² cobertos por água. Percy localiza-se a aproximadamente 144 m acima do nível do mar.

## Localidades na vizinhança
O diagrama seguinte representa as localidades num raio de 16 km ao redor de Percy.